# Gleann Cholm Cille
Glencolumbkille ou Glencolmcille (en irlandais : Gleann Cholm Cille) est un village côtier situé sur la pointe sud-ouest du Comté de Donegal en Irlande.

## Toponymie
Le nom de ce village signifie Vallée de Saint Colomba en irlandais. Saint Columba (Colm Cille) est une des patrons de l'Irlande (avec Saint Patrick et Sainte Brigitte). Colm Cille et ses compagnons vécurent dans cette vallée. Les ruines de plusieurs églises peuvent encore y être vues. À la suite d'une dispute avec l'église au sujet du droit de copier des manuscrits religieux, Colm Cille partit en exil sur l'île de Iona, sur le côte ouest de l'Écosse.

## Histoire
Durant le IVe millénaire av. J.-C., des agriculteurs s'installèrent dans la région. On trouve de très bons exemples de leurs chambres funéraires (Court Tomb ou Court Cairn) à Mainnéar na Mortlaidh et An Clochán Mór. D'autres traces de sépultures, des dolmens moins élaborés, datant d'environ IIe millénaire av. J.-C.. peuvent également être vus à Málainn Mhóir.
L'endroit fut célèbre à une époque pour avoir été la paroisse du Père James McDyer (1910-1987). Alors que le village s'éteignait, touché par l'émigration, le père McDyer instaura un système communautaire et permit l'installation de petites industries et coopératives. Les limites de ce système très local furent cependant atteintes lors de la crise économique du pays. La source de revenu principale est aujourd'hui la pêche industrielle à Killybegs.
Le village est aujourd'hui connu pour son institut d'apprentissage de l'irlandais créé en 1984 pour promouvoir la langue et la culture irlandaise : Oideas Gael. Cette région de l'Irlande fait partie des zones Gaeltacht où l'irlandais est encore parlé.
On trouve également dans ce village certains des fondateurs du groupement des auberges indépendantes d'Irlande, les Independent Hostel Owners.

## Sites environnants
Dans les environs, on peut admirer de superbes beautés naturelles, telles que les falaises de Slieve League (Sliabh Liag), la Silver Strand (An Tráigh Bhán) à Malin Beg (Málainn Bhig), ou encore Glen Head (Cionn Ghlinne), le phare de Rathlin O'Birne..

## Galerie

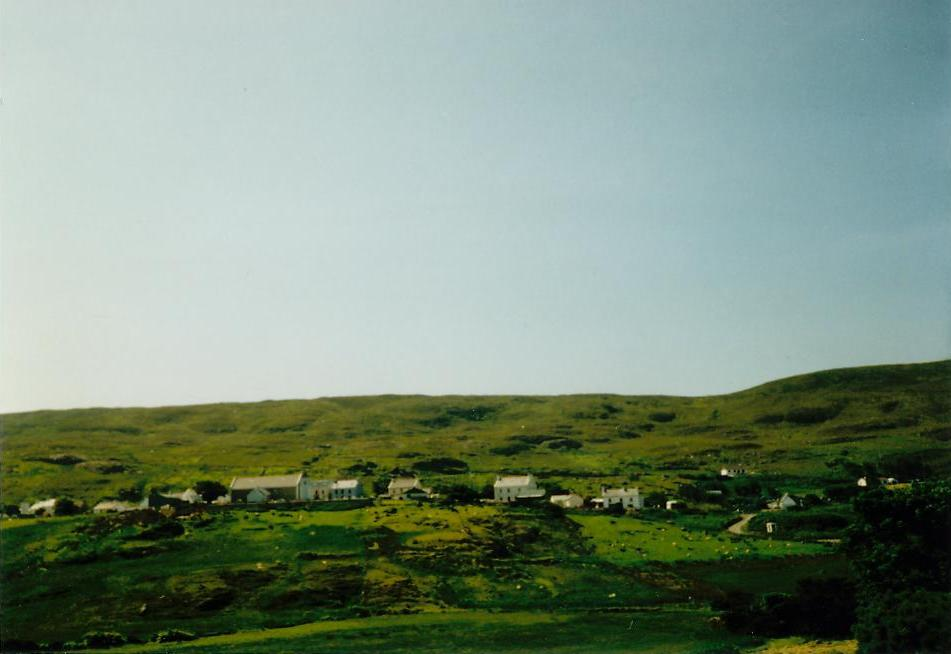
Hameau de An Caiseal à Gleann Cholm Cille
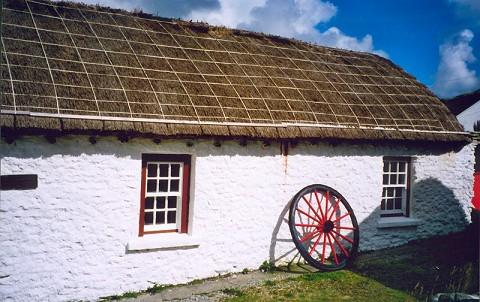
Cottage typique au Folk Village Museum
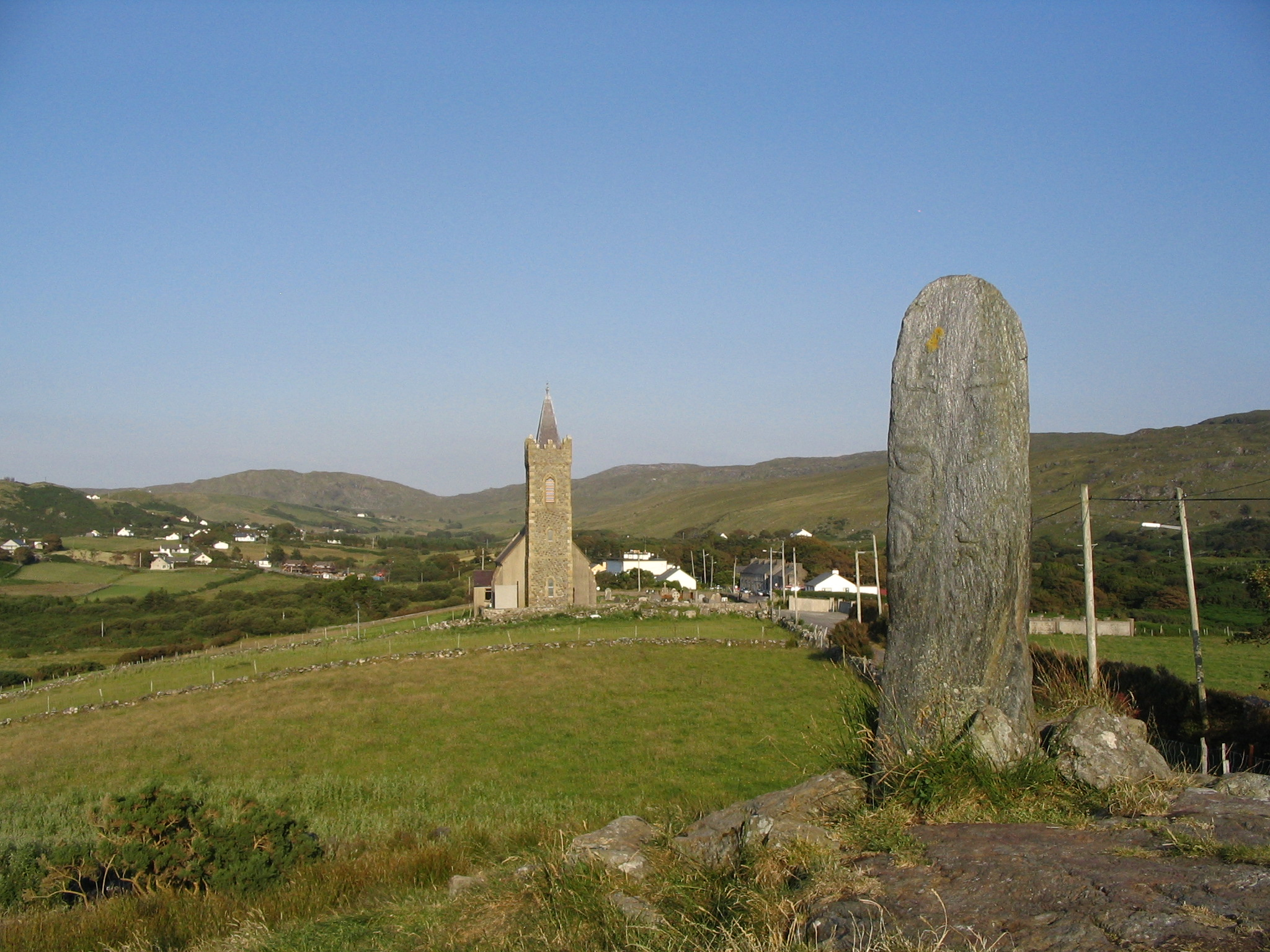
An Turas, pierre dressée de Gleann Cholm Cille
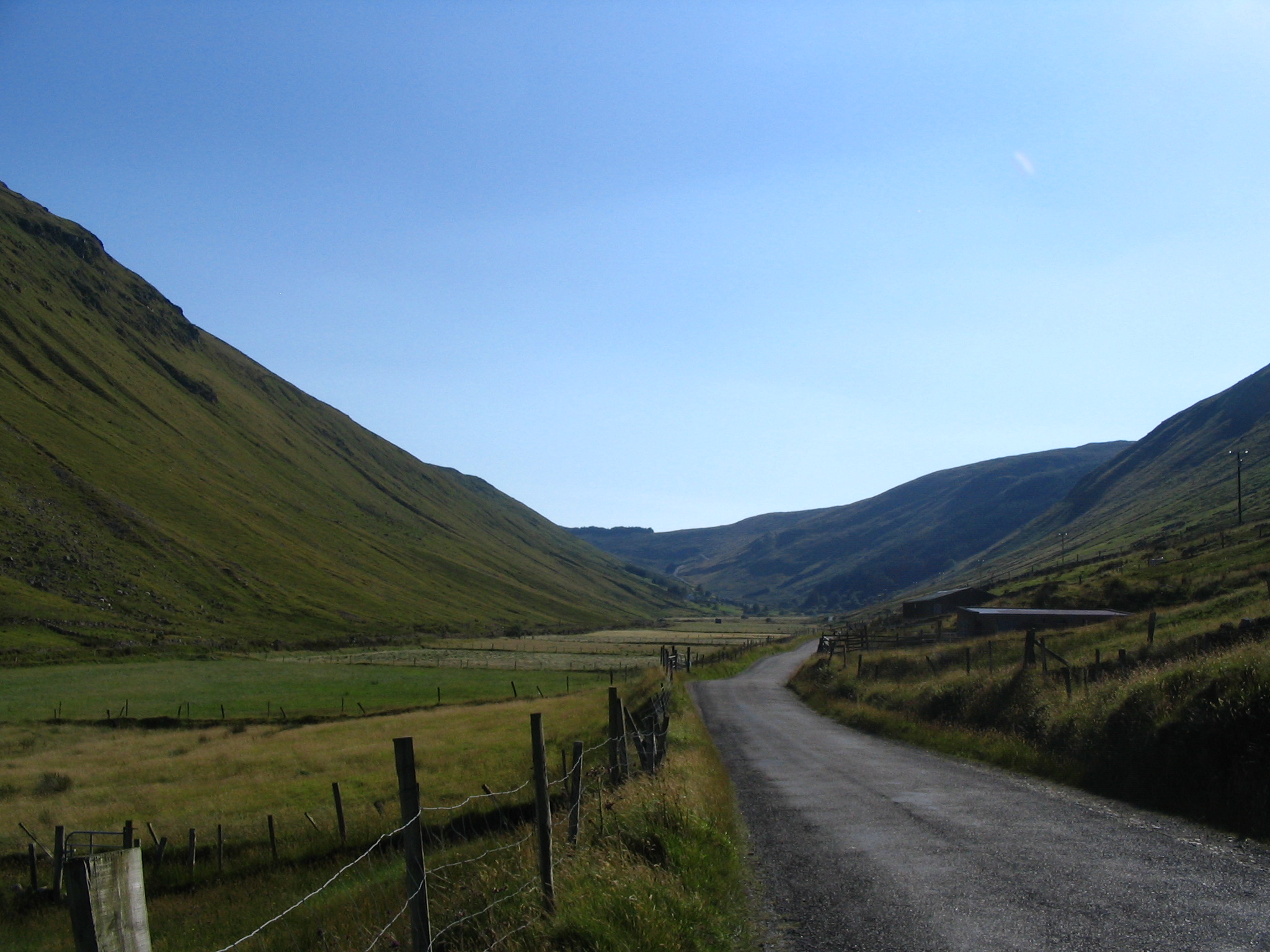
Glengesh Pass entre Ardara et Gleann Cholm Cille.

## Dans la culture populaire
Le film 'In the Land of Saints and Sinners (2023) s'y déroule.